# يان كوبيتش
يان كوبيتش سياسي ودبلوماسي سلوفاكي، يشغل منصب مبعوث الأمم المتحدة إلى ليبيا منذ 2021، كما كان ممثل الأمم المتحدة في لبنان منذ عام 2019، قبل أن يكون الممثل الخاص للأمين العام لبعثة الأمم المتحدة لمساعدة العراق (يونامي)، منذ 5 فبراير 2015 حتى 2018، وقد شغل قبلها منصب الممثل الخاص للأمين العام لبعثة الأمم المتحدة لمساعدة أفغانستان (يوناما)، كما شغل منصب الأمين التنفيذي لجنة الأمم المتحدة الاقتصادية لأوروبا ووزير خارجية سلوفاكيا والممثل الخاص للاتحاد الأوروبي في آسيا الوسطى.

## روابط خارجية
- يان كوبيتش على موقع مونزينجر (الألمانية)